# Imprenta del Colegio de Santa Cruz de Santiago Tlatelolco

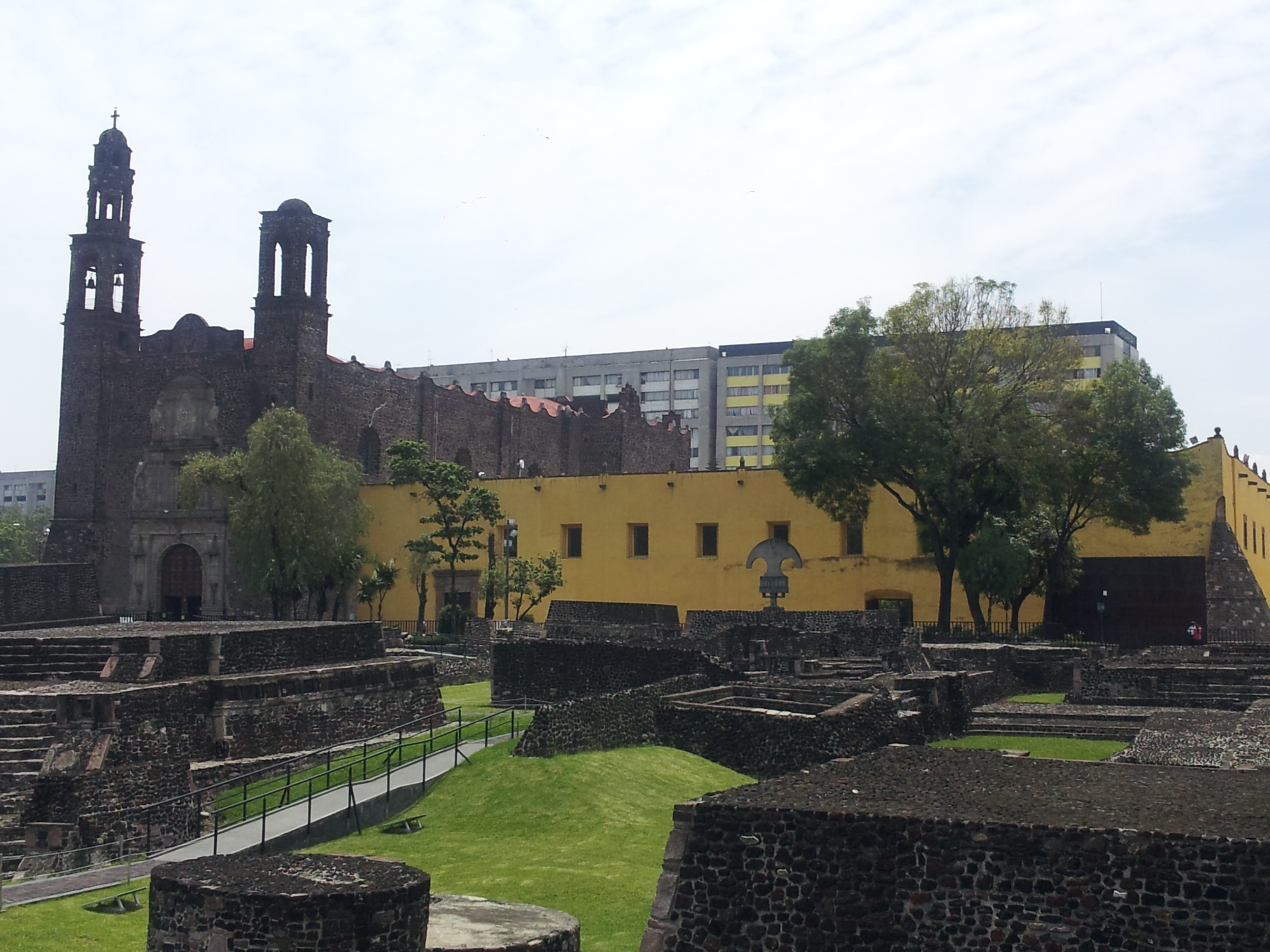
Colegio de Santa Cruz de Santiago Tlatelolco

La imprenta en el Colegio de Santa Cruz de Santiago Tlatelolco o Colegio de la Santa Cruz de Tlatelolco fue establecida por María de Sansoric o Sansores, viuda en segundas nupcias de Pedro Ocharte, en el año de 1597. Su importancia radica en la publicación de obras religiosas traducidas del español al náhuatl y otras lenguas nativas para la cristianización de los habitantes de la Nueva España.

## Historia
María de Figueroa, hija del primer impresor en México, Juan Pablos, y de Jerónima Gutiérrez, se casó con el impresor Pedro Ocharte, quién más tarde heredaría el taller de su esposa. Tras la muerte Ocharte, en 1592, María Sansoric, viuda en segundas nupcias del impresor, se quedó a cargo del taller de su esposo. Durante un período de dos años no hubo actividad en su imprenta. Antes de trasladar este taller al Colegio de Tlatelolco, donde contrató los servicios del impresor Cornelio Adrián César, y contando además con el apoyo de los lectores indígenas trilingües: Hernando de Rivas, Agustín de la Fuente y Diego Adrián como cajistas, decide pasar una parte de la imprenta a Pedro Balli, al no ser capaz de dirigirla. Una vez realizado el traspaso a Tlatelolco, Sansoric se convierte en la primera viuda en poner su negocio más allá de la casa familiar.
Se cree que durante el mismo año, Melchor Ocharte, hijo de Pedro Ocharte y María Sansoric, tras la salida de Cornelio Adrián César, se hizo cargo de la imprenta junto con su medio hermano Luis Ocharte Figueroa, nieto de Juan Pablos, quien trabajó en la imprenta como cajista y prensista. Por un testimonio de fray Juan Bautista, sabemos que las impresiones llevadas a cabo en este taller eran de mala calidad, además de las erratas y descuidos que presentó el libro. A partir de 1601 los trabajos de Ocharte fueron menores y llevaban en el pie de imprenta el topónimo de México, en lugar del de Santiago Tlatelolco. Este cambio se debe al empleo del nombre de la ciudad y ya no del barrio donde se localizaba el taller. En el mismo año, se cree que Ocharte se asoció con Diego López Dávalos, esposo de María de Espinosa que, a su vez, fue hija de Antonio de Espinosa. Más tarde, Ocharte le vendería su taller a López Dávalos, por tanto, las antiguas imprentas de Juan Pablos, Pedro Ocharte y Antonio de Espinosa se fusionaron hacia el año de 1605.
Se piensa que Melchor se retiró del Colegio aproximadamente en el año 1602, pues existe una edición de Grandeza mexicana de Bernardo Balbuena, que este impresor publicó en 1604 y que ya no menciona el convento, como tampoco el pie de Ramillete de flores divinas de Bernardo de la Vega, impreso en 1605. Éste es el último impreso que conocemos de Melchor Ocharte.
A partir de 1606 la imprenta quedó a cargo de López Dávalos y su esposa María de Espinosa, quienes le dieron un gran auge, pues no se centraron únicamente en las necesidades del Colegio, ya que fueron nombrados impresores del Santo Oficio y dieron a la luz varias de las tesis universitarias. Colaboraron con ellos Cornelio Adrián César y Juan Ruiz. Tras la adquisición del taller por parte de López Dávalos, se tiraron cinco obras durante los siguientes cinco años. Los trabajos se dificultaron por la salida de César en 1608. En 1612 renació la imprenta bajo la dirección de la viuda de López Dávalos junto con Juan Ruiz hasta 1615, año en que la imprenta cerró sus puertas. Entre 1613 y 1615, luego de la muerte de López Dávalos, César regresó a ejercer su oficio en la imprenta de la viuda y produjo cinco obras. Luego María de Espinosa, viuda de López Dávalos, le vendió la imprenta al mercader de libros Diego Garrido en 1615, al no poder hacerse cargo de la misma. Cinco años después de su adquisición, en 1620, Diego Garrido da inicio a sus tareas como impresor. Probablemente este cambio marcó la terminación de funciones de la imprenta de Tlatelolco.

## Obras impresas
Principalmente se encargaban de imprimir obras solicitadas por los Franciscanos, orden al que pertenecía el Colegio. 
- En 1597, el mismo año del establecimiento en Tlatelolco, salió de esta prensa el Calendarij ad usum fratrum minorum.[11]
- En marzo de 1598, tras el nombramiento de fray Juan Bautista como guardián del convento, se comenzó la impresión del Confesionario en lengua mexicana y castellana, del mismo Bautista.[11]
- En el año 1600 se terminó La primera parte de las Advertencias á los confesores de indios; en 1601, Luis Ocharte Figueroa concluyó la Segunda.[6] En ese mismo año Melchor Ocharte imprimió una obra de Bernardo de la Vega, Relación de las grandezas del Piru, Mexico y Puebla de los Angeles.[8]
- Para 1606, se publicó una edición de Vida y milagros del sancto confessor de Christo, F. Sebastián de Aparicio, de fray Juan de Torquemada, señalando en el pie de imprenta la posesión del taller a Diego López Dávalos.[12]
- En 1612 Juan Ruiz imprime la Reformación de las tablas y cuentas de Juan Castañola.
- En el año de 1615, Cornelio Adriano César se encarga de la impresión de Quatro libros. De la naturaleza, y virtudes de las plantas, y animales que están recevidos en el uso de Medicina en la Nueva España, y la methodo y corrección, y preparación, que para administrallas se requiere, con lo que el Doctor Francisco Hernández escrivio en lengua latina.[11]